# Danielle Perez
Danielle Perez es una comediante de stand-up, actriz y escritora estadounidense. Participó en Diversity Sketch Comedy Showcase de CBS de 2020 y tiene créditos en Jimmy Kimmel Live de ABC, Decoded de MTV, StandUp de NBC y A Little Late with Lilly Singh.

## Primeros años
Pérez creció en Los Ángeles, California. Asistió a la Universidad Estatal de San Francisco.
Cuando Pérez tenía 20 años, fue atropellada por un tranvía en San Francisco mientras cruzaba la calle. Le amputaron la parte inferior de las piernas y comenzó a usar una silla de ruedas.
Ella es abiertamente queer.

## Carrera
Pérez apareció en el programa de juegos The Price Is Right en 2015, donde ganó una caminadora. Apareció en Jimmy Kimmel Live! poco después, y Kimmel le dio un viaje en un crucero de Royal Caribbean.
Pérez ha realizado comedia en varios festivales y lugares, incluidos SF Sketchfest, Laughing Skull Comedy Festival y Brooklyn Comedy Festival. Ha abierto para muchos comediantes populares, incluidos María Bamford, Laurie Kilmartin y Guy Branum. Participó en Diversity Sketch Comedy Showcase de CBS en 2020 en Los Ángeles, un showcase diseñado para destacar voces históricamente subrepresentadas en la comedia. Tiene créditos en la temporada 11 de Curb Your Enthusiasm, Decoded de MTV, StandUp de NBC y A Little Late with Lilly Singh. También filmó sketches para BuzzFeed y prestó su voz a personajes para Comedy Central.
Pérez está comprometida con la accesibilidad y la inclusión en la comedia.
Fundó Thigh Gap Comedy con sus compañeras cómicas Madison Shepard y Danielle Radford. Presentan programas de comedia en vivo en Los Ángeles, incluido uno llamado GENTRIFICATION en el vecindario de Highland Park.
Pérez prestó su voz a Charlotte Webber / Sun-Spider en Spider-Man: Across the Spider-Verse de 2023.

## Filmografía

### Películas
| Año  | Título                              | Papel                         | Notas |
| ---- | ----------------------------------- | ----------------------------- | ----- |
| 2021 | Take Back the Night                 | The Grilled Cheese Maker      |       |
| 2021 | Just Swipe                          | Donna                         |       |
| 2023 | Spider-Man: Across the Spider-Verse | Charlotte Webber / Sun-Spider | Voz   |
| 2023 | Dicks: The Musical                  | Danielle                      |       |
| TBA  | Plan B                              | Dr. Britt Chapman             |       |

### Televisión
| Año  | Título                      | Papel                     | Notas                                 |
| ---- | --------------------------- | ------------------------- | ------------------------------------- |
| 2018 | Quinta vs. Everything       | Señora en silla de ruedas | Episodio: "Quinta vs. Humanity"       |
| 2018 | Fagabonds                   | Danielle                  | Episodio #1.5                         |
| 2021 | Special                     | Kit                       | 2 episodios                           |
| 2021 | Diary of a Future President | Tina                      | Episodio: "Quid Pro Quo"              |
| 2021 | Curb Your Enthusiasm        | Ejecutiva de red #2       | 2 episodios                           |
| 2022 | Russian Doll                | Bibliotecaria             | Episodio: "Brain Drain"               |
| 2023 | With Love                   | Zari                      | Episodio: "Lily's Double Quinceañera" |
| 2023 | Hamster y Gretel            | Voces adicionales         | 2 episodios                           |